# جوش جونغ
جوش جونغ (بالإنجليزية: Josh Jung)‏ هو لاعب كرة قاعدة أمريكي، ولد في 12 فبراير 1998 في سان أنطونيو في الولايات المتحدة.

## وصلات خارجية
- جوش جونغ على موقع دوري كرة القاعدة الرئيسي (الإنجليزية)
- جوش جونغ على موقعبيزبول رفرنس.كوم (الدوري الثانوي) (الإنجليزية)